# Дворец спорта волгоградских профсоюзов
Дворец спорта волгоградских профсоюзов — универсальный спортивно-зрелищный комплекс, расположенный на проспекте Ленина 65 в Краснооктябрьском районе Волгограда, несколько севернее Центрального стадиона. Рядом расположен памятник-ансамбль «Героям Сталинградской битвы», а также ряд торговых и бизнес-центров. Вместимость главной арены составляет 2500 зрителей. Деятельность комплекса ориентирована на проведение соревнований по таким игровым видам спорта как гандбол, баскетбол, мини-футбол, хоккей. Дворец спорта используется как одна из концертных площадок города.

## История строительства
Решение о создании Дворца спорта было принято 23 сентября 1967 года постановлением Президиума Центрального совета профсоюзов об утверждении проектного задания на строительство закрытого демонстрационного искусственного катка в Волгограде. В итоге было решено построить дворец по проекту дворца спорта в Минске, введенного в эксплуатацию в 1966 году. Строительство Дворца спорта началось в 1969 году и закончилось в 1974. В апреле 1975 года Дворец спорта был запущен в эксплуатацию.
В 2011 году в рамках подготовки к проведению партийной конференции «Единой России», в работе которой принял участие Владимир Путин, в здании Дворца спорта была проведена реконструкция.

## Основные характеристики
Основные технические возможности Дворца спорта:
- Универсальный зал для спортивных мероприятий, длина — 60 м, высота — 12 м, ширина — 24 м, стационарная трибуна на 2500 мест.
- Для проведения зрелищных мероприятий:
  - с партером на 1200 мест:

стационарная сцена длина — 22 м, глубина — 10 м, высота — 1 м 10 см
вместимость зала — 3700 человек;
- с танцевальным партером:

- танцпол — 60 м х 24 м — 1500 мест
- трибуна — 2500 мест

вместимость — 4000 чел.
- Спортивные залы для всех видов единоборств (2 зала), длина — 18 м, ширина — 12 м, высота — 4,5 м
- Вестибюль, площадь — 800 м2

## Аналогичные проекты здания
- Минский дворец спорта, Белоруссия — оригинальный проект, по нему сделаны копии в остальных городах
- Дворец спорта «Юность» Челябинск, Россия
- Метеор, Днепр, Украина
- Дворец концертов и спорта Вильнюс (Литва)